# Goldenstädt
Goldenstädt is een plaats en voormalige gemeente in de Duitse deelstaat Mecklenburg-Voor-Pommeren, en maakt deel uit van het district Ludwigslust-Parchim.

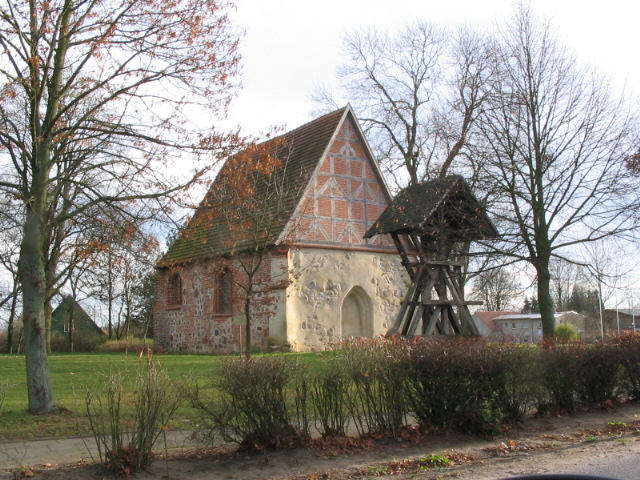
Kerk

Goldenstädt telt 667 inwoners.